# Blitta (Togo)
Blitta (deutsch auch: Blita) ist eine Stadt und Hauptort der gleichnamigen Präfektur Blitta in der Region Centrale in Togo. Sie liegt in der zentralen Region des Landes. Die Hauptstadt Lomé liegt etwa 260 Kilometer entfernt im Süden. Sokodé, die Regionshauptstadt, liegt etwa 80 Kilometer im Norden.

## Geographie
Die Siedlung liegt am Ostufer des Flusses Anié, eines Nebenflusses des Mono. Unmittelbar nördlich der Siedlung liegt das Waldreservat Forêt Classée du Tchorogo.

## Infrastruktur
Der Ort liegt direkt an der Nationalstraße N1 des Landes. Weiterhin ist der Ort die Endhaltestelle der Eisenbahnlinie Lomé–Blitta, in der deutschen Kolonialzeit Hinterlandbahn genannt.

## Bevölkerung
Die Präfektur Blitta hatte bei einer Ausdehnung von 3.128 Quadratkilometern 137.658 Einwohner, davon entfielen auf den Ort selbst 9.735 Einwohner.

## Ansichten von Blitta (2022)

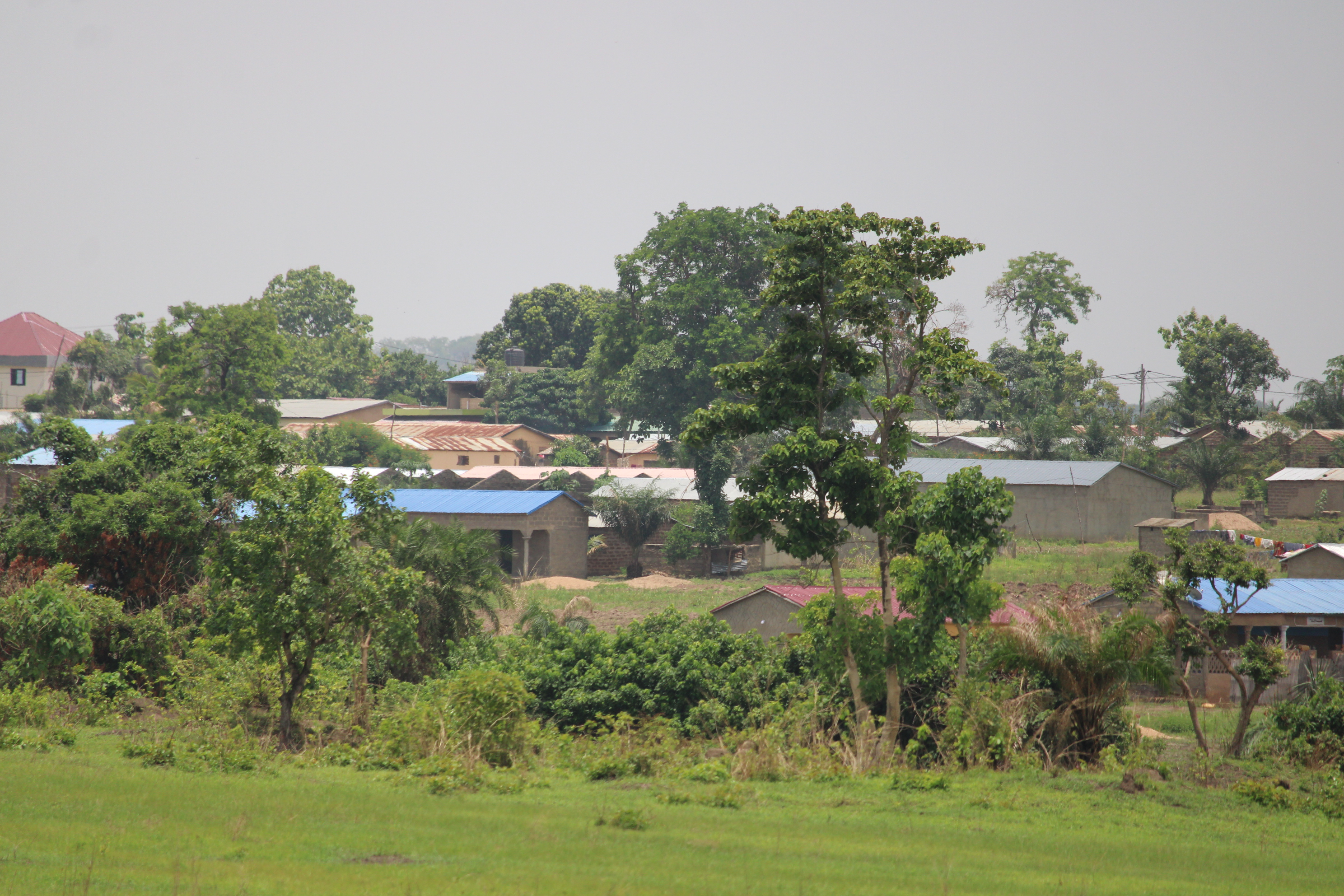
Blitta
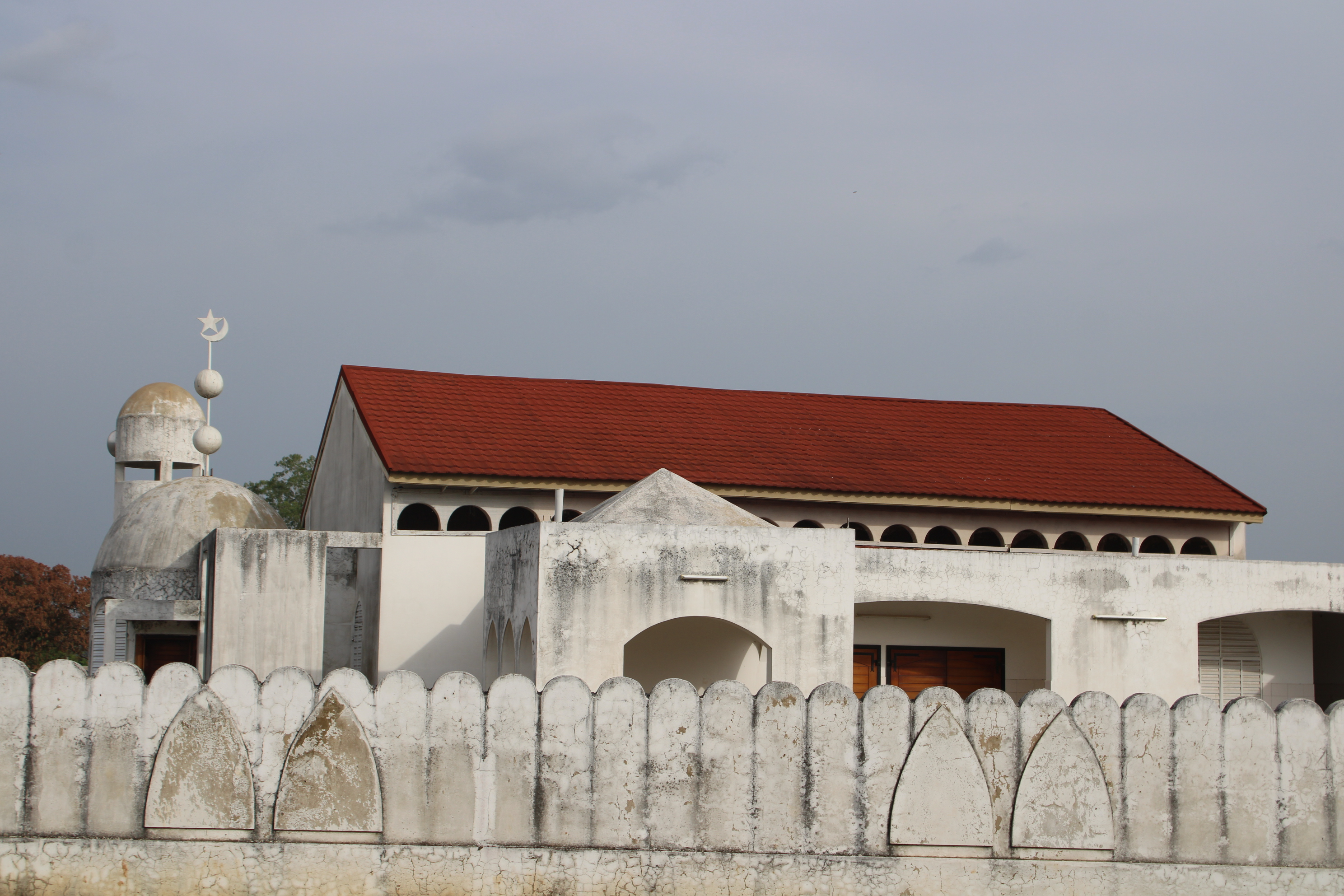
Moschee
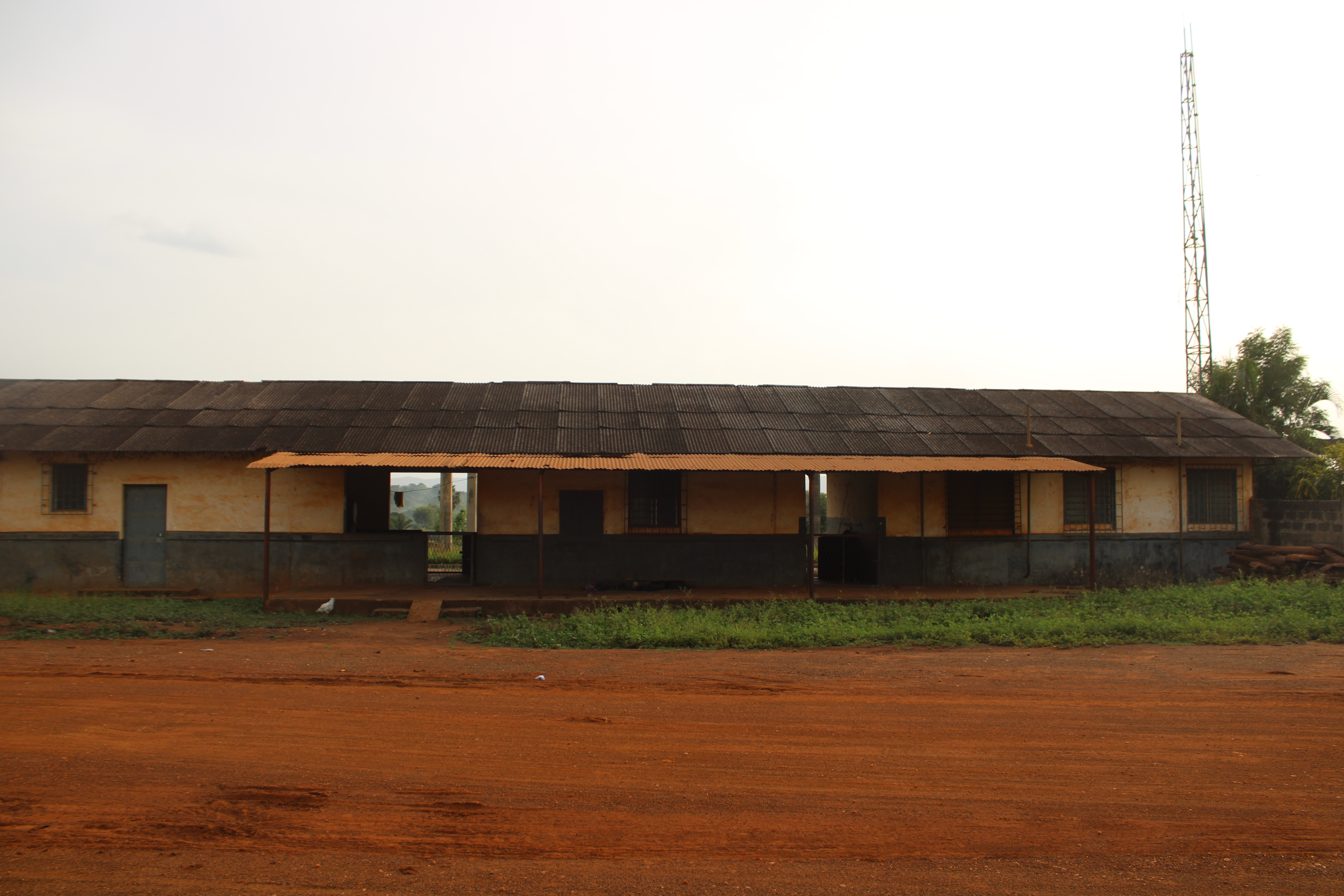
Bahnhof
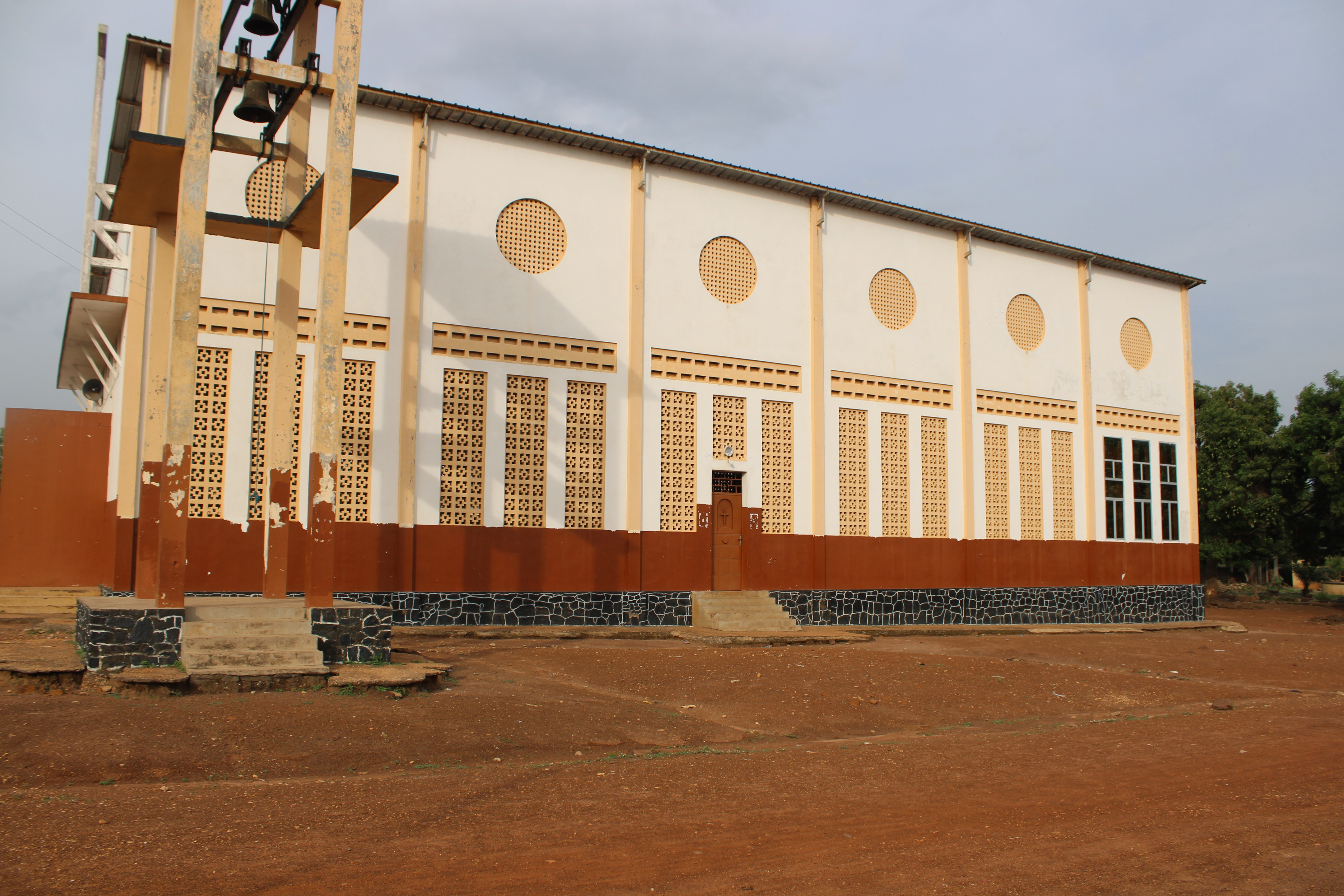
Katholische Kirche
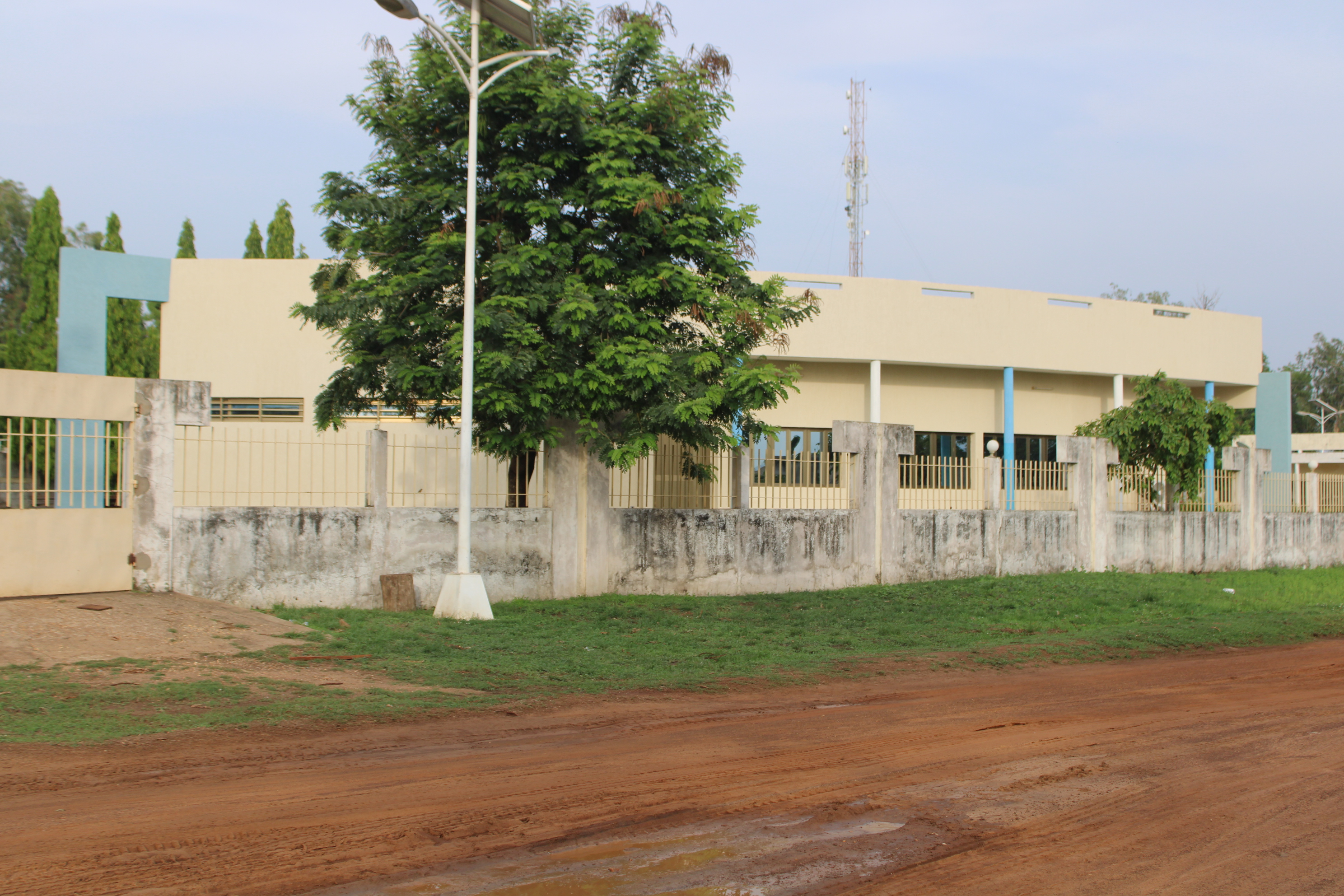
Kulturzentrum
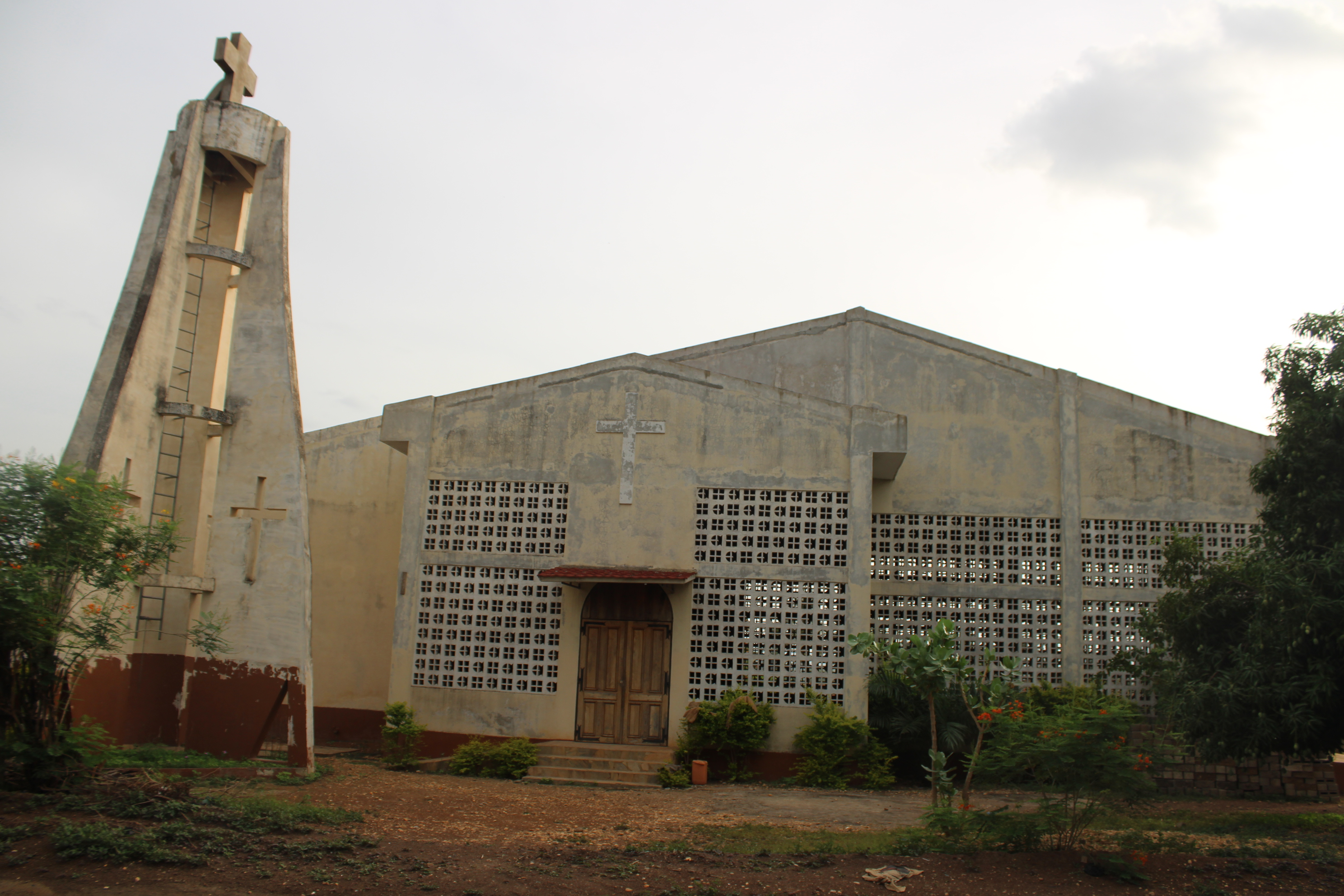
Evangelische Kirche